# Hebron (Indiana)
Hebron – miasto w Stanach Zjednoczonych, w stanie Indiana, w hrabstwie Porter.